# Chris Impellitteri
Chris Impellitteri (Connecticut, 25 settembre 1964) è un chitarrista statunitense, leader del gruppo heavy metal Impellitteri.
Noto per la sua tecnica e la sua estrema velocità, nel 2008 è stato inserito nella lista dei chitarristi più veloci di tutti i tempi, redatta da Guitarworld Magazine, assieme a Eddie Van Halen, Randy Rhoads e Yngwie Malmsteen.
Nel 2003, Guitar One Magazine piazzò Impellitteri al 2º posto nella classifica degli shredder più veloci di tutti i tempi.

## Biografia
L'infanzia di Chris fu molto triste. Quando aveva 9 anni, i suoi genitori si suicidarono. La perdita dei suoi genitori influì negativamente sulla sua adolescenza ed ebbe un certo periodo di sbando ma grazie a sua nonna, che gli regalò una chitarra elettrica, poté sfogare la sua frustrazione in musica. La nonna lo spinse anche a prendere lezioni e Chris si appassionò sempre di più alla chitarra.
Impellitteri si esercitò sotto l'influenza di Eddie Van Halen, Uli Jon Roth e Al Di Meola. Nonostante molti credano che Malmsteen abbia avuto un grande impatto su di lui, Chris non l'ha mai considerato una grande ispirazione, sebbene lo consideri un chitarrista assolutamente influente, ritenendo che le sue maggiori influenze neoclassiche derivino dallo stile di Uli Jon Roth.
Nel 1983, Impellitteri iniziò la sua esperienza musicale con i "Vice", band heavy metal di breve vita e che presenta all'attivo solamente una demo incisa nel 1985. Nel gruppo militava anche il cantante Rob Rock, con cui instaurò una duratura collaborazione. Terminata l'esperienza nei "Vice", Chris fondò la band a suo nome, Impellitteri, che vede lui come unico membro stabile. Dopo la registrazione dell'EP omonimo Impellitteri, il gruppo incise il primo album Stand in Line (1988). Il debutto vide la partecipazione di Graham Bonnet (Rainbow, Michael Schenker Group, Alcatrazz) alla voce, il quale sarà sostituito da Rob Rock, che avrà una lunga attività accanto a Impellitteri.
Accanto alla sua attività con gli Impellitteri, è stato un endorser di chitarre Fender sin dai suoi esordi, nel 2010 è passato alla Dean Guitars, che ha realizzato un suo modello signature chiamato "Spider Model".

## Discografia

### Album in studio
- 1988 – Stand in Line
- 1992 – Grin and Bear It
- 1994 – Answer to the Master
- 1996 – Screaming Symphony
- 1997 – Eye of the Hurricane
- 2000 – Crunch
- 2002 – System X
- 2004 – Pedal to the Metal
- 2009 – Wicked Maiden
- 2015 – Venom
- 2018 – The Nature of the Beast

### EP
- 1987 – Impellitteri
- 1993 – Victim of the System
- 1997 – Fuel for the Fire